# Индепендьенте дель Валье
«Индепендье́нте дель Ва́лье» (исп. Club de Alto Rendimiento Especializado Independiente del Valle) — эквадорский футбольный клуб из Сангольки.
Ранее был известен как «Индепендье́нте Хосе́ Тера́н».
Начиная с середины 2010-х годов «Индепендьенте дель Валье» выдвинулся в число сильнейших клубов Эквадора, добиваясь успехов и на международной арене. В 2016 году команда дошла до финала Кубка Либертадорес, в 2019 и 2022 годах «чёрно-синие» выигрывали Южноамериканский кубок. В 2021 году «Индепендьенте дель Валье» впервые выиграл чемпионат Эквадора.
Молодёжная академия клуба в 2010-е годы выдвинулась в число сильнейших в Южной Америке. Команда для игроков не старше 18 лет выиграла 10 подряд чемпионатов Эквадора (2010—2019) в своей возрастной категории, а молодёжный состав в 2020 году завоевал Молодёжный Кубок Либертадорес и ещё дважды доходил до финала этого турнира.

## История
Клуб был основан любителем футбола из Сангольки Хосе Тераном 1 марта 1958 года. Через два года после смерти своего основателя, в 1977 году, клуб был переименован в «Индепендьенте Хосе Теран». Изначально клубными цветами были красный и белый, и взяты они были у знаменитого аргентинского «Индепендьенте».
В 1995 году команда впервые пробилась во «Вторую категорию» (дивизион) эквадорского футбола, после чего название клуба поменялось на современное, а клубными цветами стали синий и чёрный. В переводе с испанского полное название клуба переводится как «Клуб особых высоких достижений „Независимые из долины“». В общей сложности во «Второй категории», третьем по значимости дивизионе чемпионата Эквадора, клуб провёл 23 полных сезона.
В 2007 году команда из Сангольки добилась повышения в классе, перейдя в Серию B — второй по старшинству дивизион Эквадора. Спустя всего два сезона «Индепендьенте», выиграв первенство в Серии B, вышел в Серию А — высший дивизион, где выступает поныне.
В сезоне 2013 года «Индепендьенте дель Валье» занял второе место в чемпионате, что на протяжении восьми лет было высшим достижением в истории клуба. Благодаря этому команда в 2014 году дебютировала в Кубке Либертадорес.

### Кубок Либертадорес 2016
Однако наиболее успешным для команды стал 2016 год, когда «Индепендьенте дель Валье» сумел дойти до финала главного клубного турнира Южной Америки. Команда начала турнир с предварительного этапа, поскольку была бронзовым призёром чемпионата Эквадора. Благодаря голу на выезде, «Индепендьенте» преодолел парагвайский «Гуарани». На групповой стадии эквадорцы сумели опередить опытный чилийский «Коло-Коло», а также перуанский «Мельгар», пропустив вперёд лишь бразильский «Атлетико Минейро». В 1/8 финала «Индепендьенте дель Валье» выбил из турнира действующего победителя — аргентинский «Ривер Плейт» (победа 2:0 дома, поражение 0:1 в гостях). На стадии 1/4 финала команда уругвайского тренера Пабло Репетто преодолела сопротивление мексиканского «Пумаса» благодаря победе в послематчевой серии пенальти 5:3. В полуфинале эквадорский клуб сразился с шестикратным обладателем Кубка Либертадорес аргентинской «Бокой Хуниорс». «Индепеньенте дель Валье» одержал победу в обеих встречах (2:1 дома и 3:2 в гостях) и стал третьей эквадорской командой, которой удалось выйти в финал Кубка Либертадорес. В решающих матчах команда уступила колумбийскому «Атлетико Насьоналю» (1:1 дома, 0:1 в гостях).

### Южноамериканский кубок 2019
Первый трофей в истории клуб завоевал на международной арене, выиграв в 2019 году Южноамериканский кубок. В финале, который впервые в истории состоял из одной игры на нейтральном поле, «Индепендьенте дель Валье» обыграл аргентинский «Колон» со счётом 3:1. Игра в первом тайме при счёте 1:0 в пользу эквадорцев прервалась на более чем 40 минут из-за обильного ливня и грозы. Однако матч всё же был доигран. Итоговый счёт был установлен двумя бомбардирами — вышедший на замену Алехандро Кабеса отдал пас Кристиану Дахоме, и тот забил свой четвёртый гол, сравнявшись по этому показателю с самим Кабесой. Оба отстали лишь на один гол от лучшего бомбардира турнира. Однако приз лучшего игрока был отдан вратарю Хорхе Пиносу, отбившему пенальти в начале второго тайма при счёте 2:0.

### Первый чемпионский титул
В декабре 2021 года «Индепендьенте дель Валье» впервые в своей истории выиграл чемпионат Эквадора. В финале турнира санголькцы обыграли «Эмелек» с общим счётом 4:2.

## Состав
| 1  | Флаг Эквадора  | Вр  | Мойсес Рамирес    | 2000 |  |  |  |  |
| 12 | Флаг Эквадора  | Вр  | Хоан Лопес        | 2002 |  |  |  |  |
| 22 | Флаг Эквадора  | Вр  | Клебер Пинарготе  | 2003 |  |  |  |  |
|    |                |     |                   |      |  |  |  |  |
| 2  | Флаг Эквадора  | Защ | Луис Сеговия      | 1997 |  |  |  |  |
| 3  | Флаг Эквадора  | Защ | Гарис Мина        | 2003 |  |  |  |  |
| 5  | Флаг Аргентины | Защ | Ричард Шунке ¹    | 1991 |  |  |  |  |
| 6  | Флаг Эквадора  | Защ | Джоаннер Чавес    | 2002 |  |  |  |  |
| 13 | Флаг Чили      | Защ | Матиас Фернандес  | 1995 |  |  |  |  |
| 14 | Флаг Аргентины | Защ | Матео Карабахаль  | 1997 |  |  |  |  |
| 15 | Флаг Эквадора  | Защ | Бедер Кайседо     | 1992 |  |  |  |  |
| 17 | Флаг Эквадора  | Защ | Иван Матео Пьедра | 2000 |  |  |  |  |
| 23 | Флаг Эквадора  | Защ | Луис Ортис        | 2000 |  |  |  |  |
| 27 | Флаг Эквадора  | Защ | Виллиан Варгас    | 1997 |  |  |  |  |
|    |                |     |                   |      |  |  |  |  |
| 7  | Флаг Эквадора  | ПЗ  | Фернандо Гайбор   | 1991 |  |  |  |  |
| 8  | Флаг Аргентины | ПЗ  | Лоренсо Фаравелли | 1993 |  |  |  |  |

| 10 | Флаг Эквадора  | ПЗ  | Хуниор Сорноса      | 1994 |  |  |  |  |
| 11 | Флаг Эквадора  | ПЗ  | Данни Кабесас       | 1993 |  |  |  |  |
| 16 | Флаг Аргентины | ПЗ  | Кристиан Пельерано  | 1982 |  |  |  |  |
| 20 | Флаг Эквадора  | ПЗ  | Джонатан Морочо     | 2001 |  |  |  |  |
| 21 | Флаг Аргентины | ПЗ  | Николас Превитали   | 1995 |  |  |  |  |
| 24 | Флаг Эквадора  | ПЗ  | Орландо Эррера      | 2004 |  |  |  |  |
| 51 | Флаг Эквадора  | ПЗ  | Яймар Медина        | 2004 |  |  |  |  |
| 53 | Флаг Эквадора  | ПЗ  | Марко Ангуло        | 2002 |  |  |  |  |
| 54 | Флаг Эквадора  | ПЗ  | Патрик Меркадо      | 2003 |  |  |  |  |
| 55 | Флаг Эквадора  | ПЗ  | Карлос Груэсо       | 2000 |  |  |  |  |
| 80 | Флаг Эквадора  | ПЗ  | Хоао Ортис          | 1996 |  |  |  |  |
|    |                |     |                     |      |  |  |  |  |
| 18 | Флаг Эквадора  | Нап | Хайме Айови         | 1988 |  |  |  |  |
| 19 | Флаг Аргентины | Нап | Лаутаро Ариэль Диас | 1998 |  |  |  |  |
| 32 | Флаг Аргентины | Нап | Хонатан Бауман      | 1991 |  |  |  |  |
| 50 | Флаг Эквадора  | Нап | Алан Минда          | 2003 |  |  |  |  |

- Главный тренер:  Мартин Ансельми (1985)

## Стадион
До 2020 года команда играла на стадионе «Руминьяви», вмещающем 7 500 зрителей. 20 марта 2021 года был введён в действие новый стадион, «Банк Гуаякиль», вмещающий 12 тыс. зрителей. Для международных матчей команда использует более вместительные арены — в частности, столичный «Олимпико Атауальпа».

## Достижения
- Чемпион Эквадора (1): 2021
- Вице-чемпион Эквадора (1): 2013
- Чемпион Эквадора во Втором дивизионе (1): 2009
- Обладатель Кубка Эквадора (1): 2022
- Обладатель Суперкубка Эквадора (1): 2023
- Обладатель Южноамериканского кубка (2): 2019, 2022
- Обладатель Рекопы Южной Америки (1): 2023
- Финалист Рекопы Южной Америки (1): 2020
- Финалист Кубка Либертадорес (1): 2016

Молодёжь
- Чемпион Эквадора (до 18 лет) (10): 2010, 2011, 2012, 2013, 2014, 2015, 2016, 2017, 2018, 2019
- Обладатель Молодёжного Кубка Либертадорес (1): 2020